# Adromischus montium-klinghardtii
Adromischus montium-klinghardtii és una espècie de planta suculenta del gènere Adromischus, pertanyent a la família Crassulaceae.

## Taxonomia
Adromischus montium-klinghardtii (Dinter) A.Berger va ser descrita per Alwin Berger i publicada a Die natürlichen Pflanzenfamilien, Zweite Auflage 18a: 416. 1930.